# Kieran Tierney
Kieran Tierney, né le 5 juin 1997 à Douglas (île de Man), est un footballeur international écossais qui joue au poste d'arrière gauche au Celtic FC.

## Biographie

### Celtic FC
Formé au Celtic, Kieran Tierney prend part à sa première rencontre au niveau professionnel le 22 avril 2015 lors d'un match de championnat contre le Dundee FC (victoire 1-2). C'est sous l'impulsion de l'entraîneur Ronny Deila que Tierney joue au poste d'arrière gauche.
Le 15 mai 2016, il inscrit son premier but avec le Celtic face au Motherwell FC (7-0).
Lors de la finale de la Scottish Cup 2017 que son club remporte contre Aberdeen, Tierney quitte le terrain après avoir reçu un coup de coude au visage de Jayden Stockley, il est contraint de subir une opération dentaire d'urgence.
Le 30 octobre 2017, il signe un nouveau contrat de six saisons avec le Celtic.

### Arsenal FC
Le 8 août 2019, Kieran Tierney est officiellement transféré à Arsenal contre un chèque estimé à 25m£, plus grosse vente de l'histoire pour un joueur écossais. Opéré d'une double hernie en mai 2019, lorsqu'il évoluait encore au Celtic, il manque le début de saison et dispute son premier match avec les Gunners le 24 septembre face à Nottingham Forest en League Cup. Arsenal s'impose 5-0 et Tierney joue 77 minutes. La semaine suivante face au Standard de Liège, il est passeur décisif sur le 1er but d'Arsenal inscrit par Gabriel Martinelli (victoire 4-0). Le 27 octobre, il fait sa première apparition en Premier League pour la réception de Crystal Palace (match nul 2-2). Contre West Ham le 9 décembre, il se luxe l'épaule droite et doit se faire opérer, ce qui le rend absent trois mois.
Il fait son retour face à Manchester City le 17 juin 2020 pour la reprise de la Premier League après le confinement en Angleterre (défaite 3-0). Ses bonnes performances lui permettent d'être nommé joueur du mois de juin par les fans du club. Le 18 juillet en demi finale de FA Cup face à Manchester City, il est passeur décisif sur le deuxième but de Pierre-Emerick Aubameyang, but qui conforte la qualification de son équipe en finale. Il marque son premier but sous le maillot d'Arsenal face à Watford lors de la 38e journée de Premier League le 26 juillet (victoire 3-2). Le 1er août, il remporte son premier titre avec Arsenal, la FA Cup, après la victoire 2-1 face à Chelsea à Wembley.Il est titulaire face à Tottenham en championnat pour son premier "North London Derby" sur le côté gauche de la défense. Ce même côté qui va mettre en difficulté les Spurs avec Emile Smith-Rowe devant lui. C'est lui qui délivre la passe décisive sur l'égalisation de Martin Ødegaard.

### Real Sociedad
En août 2023, Tierney est prêté à la Real Sociedad. Il est le premier Écossais à évoluer au sein du club basque espagnol. Le prêt est sans option d'achat, le coût d'un transfert potentiel étant d'un montant trop élevé pour le club espagnol.

### Dernière saison à l'Arsenal FC
De retour à Arsenal, Tierney, en fin de contrat, quitte le club en fin de saison.

### Retour au Celtic FC
Le 10 juin 2025, le Celtic officialise le retour de Tierney dans son effectif avec un contrat de cinq saisons.

### En sélection
Kieran Tierney a joué en sélection écossaise des moins de 18 ans et des moins de 19 ans.
Le 10 mars 2016, il est convoqué pour la première fois en sélection A. Il fait ses débuts le 29 mars en jouant la première période d'un match amical face au Danemark (victoire 1-0). Avec l'explosion de la carrière d'Andrew Robertson, également arrière gauche, Tierney est parfois aligné comme arrière droit ou à gauche dans l'axe d'une défense à trois. Le 9 novembre 2017, il est capitaine pour la première fois de la sélection écossaise durant un match amical face aux Pays-Bas où il joue défenseur central (défaite 1-0).
Le 12 novembre 2020, il est titulaire face à la Serbie en barrages du Championnat d'Europe. Les Écossais mènent 1-0 jusqu'à la 90e minute, qui voit Jovic égaliser pour les Serbes. Après les prolongations, l'Écosse s'impose 5-4 aux tirs au but et se qualifie pour la phase finale de l'Euro 2020, 23 ans après leur dernière participation dans une compétition majeure.
Tierney est retenu par Steve Clarke, le sélectionneur de l'Écosse, pour participer à l'Euro 2020. Pressenti pour être titulaire dans une défense à trois centraux, il est toutefois absent pour cause de blessure lors du premier match face à la Tchéquie. Il fait son retour lors du match suivant face à l'Angleterre où il est titularisé (0-0 score final).
Il inscrit son premier but en sélection le 24 mars 2022, lors d'un match amical face à la Pologne. Il est titularisé et ouvre le score mais les deux équipes se neutralisent finalement par un but partout.
En juin 2024, il fait partie de la liste des 26 joueurs convoqués par Steve Clarke pour disputer l'Euro 2024.

## Statistiques
| Saison                | Club                  | Championnat             | Championnat | Championnat | Championnat | Coupe nationale | Coupe nationale | Coupe nationale | Coupe de la Ligue | Coupe de la Ligue | Coupe de la Ligue | Supercoupe | Supercoupe | Supercoupe | Compétition(s) continentale(s) | Compétition(s) continentale(s) | Compétition(s) continentale(s) | Compétition(s) continentale(s) | Total | Total | Total |
| Saison                | Club                  | Division                | M.          | B.          | P.d.        | M.              | B.              | P.d.            | M.                | B.                | P.d.              | M.         | B.         | P.d.       | Comp.                          | M.                             | B.                             | P.d.                           | M.    | B.    | P.d.  |
| 2014-2015             | Celtic FC             | Scottish Premier League | 2           | 0           | 0           | -               | -               | -               | -                 | -                 | -                 | -          | -          | -          | -                              | -                              | -                              | -                              | 2     | 0     | 0     |
| 2015-2016             | Celtic FC             | Scottish Premier League | 23          | 1           | 4           | 4               | 0               | 2               | 2                 | 0                 | 0                 | -          | -          | -          | C3                             | 4                              | 0                              | 0                              | 33    | 1     | 6     |
| 2016-2017             | Celtic FC             | Scottish Premier League | 24          | 1           | 6           | 5               | 1               | 1               | 2                 | 0                 | 1                 | -          | -          | -          | C1                             | 9                              | 0                              | 0                              | 40    | 2     | 8     |
| 2017-2018             | Celtic FC             | Scottish Premier League | 32          | 3           | 7           | 5               | 0               | 0               | 4                 | 1                 | 2                 | -          | -          | -          | C1+C3                          | 12+2                           | 0+0                            | 1+0                            | 55    | 4     | 10    |
| 2018-2019             | Celtic FC             | Scottish Premier League | 21          | 0           | 4           | 2               | 0               | 0               | 3                 | 0                 | 0                 | -          | -          | -          | C1+C3                          | 6+8                            | 0+1                            | 0+0                            | 40    | 1     | 4     |
| Sous-total            | Sous-total            | Sous-total              | 102         | 5           | 21          | 16              | 1               | 3               | 11                | 1                 | 3                 | -          | -          | -          | -                              | 41                             | 1                              | 1                              | 170   | 8     | 28    |
| 2019-2020             | Arsenal FC            | Premier League          | 15          | 1           | 1           | 3               | 0               | 1               | 2                 | 0                 | 0                 | -          | -          | -          | C3                             | 4                              | 0                              | 2                              | 24    | 1     | 4     |
| 2020-2021             | Arsenal FC            | Premier League          | 27          | 1           | 3           | 1               | 0               | 1               | 0                 | 0                 | 0                 | 1          | 0          | 0          | C3                             | 9                              | 1                              | 0                              | 38    | 2     | 4     |
| 2021-2022             | Arsenal FC            | Premier League          | 22          | 1           | 3           | 1               | 0               | 0               | 2                 | 0                 | 0                 | -          | -          | -          | -                              | -                              | -                              | -                              | 25    | 1     | 3     |
| 2022-2023             | Arsenal FC            | Premier League          | 27          | 0           | 0           | 2               | 0               | 0               | 1                 | 0                 | 0                 | -          | -          | -          | C3                             | 6                              | 1                              | 1                              | 36    | 1     | 1     |
| 2023-2024             | Arsenal FC            | Premier League          | -           | -           | -           | -               | -               | -               | -                 | -                 | -                 | 1          | 0          | 0          | C1                             | -                              | -                              | -                              | 1     | 0     | 0     |
| 2024-2025             | Arsenal FC            | Premier League          | 13          | 1           | 0           | 1               | 0               | 0               | 1                 | 0                 | 0                 | -          | -          | -          | C1                             | 5                              | 0                              | 0                              | 20    | 1     | 0     |
| Sous-total            | Sous-total            | Sous-total              | 104         | 4           | 7           | 8               | 0               | 2               | 6                 | 0                 | 0                 | 2          | 0          | 0          | -                              | 24                             | 2                              | 3                              | 144   | 6     | 12    |
| 2023-2024             | Real Sociedad (prêt)  | Liga                    | 20          | 0           | 1           | 4               | 0               | 0               | -                 | -                 | -                 | -          | -          | -          | C1                             | 2                              | 0                              | 0                              | 26    | 0     | 1     |
| 2025-2026             | Celtic FC             | Scottish Premier League | 2           | 0           | 1           | -               | -               | -               | -                 | -                 | -                 | -          | -          | -          | -                              | -                              | -                              | -                              | 2     | 0     | 1     |
| Total sur la carrière | Total sur la carrière | Total sur la carrière   | 228         | 9           | 30          | 28              | 1               | 5               | 17                | 1                 | 3                 | 2          | 0          | 0          | -                              | 67                             | 3                              | 4                              | 342   | 14    | 42    |

### En sélection nationale
| Saison                | Sélection             | Phases finales        | Phases finales | Phases finales | Phases finales | Éliminatoires | Éliminatoires | Éliminatoires | Ligue des nations | Ligue des nations | Ligue des nations | Matchs amicaux | Matchs amicaux | Matchs amicaux | Total | Total | Total |
| Saison                | Sélection             | Compétition           | M              | B              | Pd             | M             | B             | Pd            | M                 | B                 | Pd                | M              | B              | Pd             | M     | B     | Pd    |
| --------------------- | --------------------- | --------------------- | -------------- | -------------- | -------------- | ------------- | ------------- | ------------- | ----------------- | ----------------- | ----------------- | -------------- | -------------- | -------------- | ----- | ----- | ----- |
| 2015-2016             | Écosse                | -                     | -              | -              | -              | -             | -             | -             | -                 | -                 | -                 | 1              | 0              | 0              | 1     | 0     | 0     |
| 2016-2017             | Écosse                | -                     | -              | -              | -              | 3             | 0             | 0             | -                 | -                 | -                 | -              | -              | -              | 3     | 0     | 0     |
| 2017-2018             | Écosse                | -                     | -              | -              | -              | 4             | 0             | 0             | -                 | -                 | -                 | 1              | 0              | 0              | 5     | 0     | 0     |
| 2018-2019             | Écosse                | -                     | -              | -              | -              | -             | -             | -             | 2                 | 0                 | 0                 | 1              | 0              | 0              | 3     | 0     | 0     |
| 2020-2021             | Écosse                | Euro 2020             | 2              | 0              | 0              | 4             | 0             | 3             | 3                 | 0                 | 0                 | 2              | 0              | 0              | 11    | 0     | 3     |
| 2021-2022             | Écosse                | -                     | -              | -              | -              | 7             | 0             | 0             | -                 | -                 | -                 | 2              | 1              | 1              | 9     | 1     | 1     |
| 2022-2023             | Écosse                | -                     | -              | -              | -              | 4             | 0             | 0             | 2                 | 0                 | 0                 | 1              | 0              | 0              | 7     | 0     | 0     |
| 2023-2024             | Écosse                | Euro 2024             | 2              | 0              | 0              | 1             | 0             | 0             | -                 | -                 | -                 | 5              | 0              | 0              | 8     | 0     | 0     |
| 2024-2025             | Écosse                | -                     | -              | -              | -              | -             | -             | -             | 2                 | 0                 | 0                 | 1              | 0              | 0              | 3     | 0     | 0     |
| Total sur la carrière | Total sur la carrière | Total sur la carrière | 4              | 0              | 0              | 23            | 0             | 3             | 9                 | 0                 | 0                 | 14             | 1              | 1              | 50    | 1     | 4     |

## Palmarès

### En club
Celtic FC
- Scottish Premiership
  - Vainqueur : 2016, 2017, 2018, 2019

- Scottish Cup
  - Vainqueur : 2017 , 2018

- Scottish League Cup
  - Vainqueur : 2018, 2019

 Arsenal FC
- FA Cup
  - Vainqueur : 2020

- Community Shield
  - Vainqueur : 2020; 2023

### Distinctions personnelles
- Meilleur jeune joueur de Scottish Premier League en 2016, 2017 et 2018.
- Membre de l'équipe-type de la Scottish Premier League en 2016 et 2017.
- Joueur du mois de Scottish Premier League en octobre 2017.